# Geoffrey Blancaneaux
Geoffrey Blancaneaux (París, Francia, 8 de agosto de 1998) es un tenista profesional francés. Durante su carrera juvenil consiguió coronarse campeón de Roland Garros 2016 tras vencer en la final a Félix Auger-Aliassime por 1–6, 6–3, 8–6, luego de evitar tres puntos de partido del canadiense. Profesionalmente fue campeón del Challenger de Maia en 2021 y de Nueva Delhi en 2024, además de tres títulos Challenger en dobles.

## Títulos Challenger (5)

### Individuales (2)
| N.º | Fecha                   | Torneo      | Superficie        | Oponente en la final | Resultado     |
| --- | ----------------------- | ----------- | ----------------- | -------------------- | ------------- |
| 1.  | 11 de diciembre de 2021 | Maia        | Tierra batida (i) | Tseng Chun-hsin      | 3–6, 6–3, 6–2 |
| 2.  | 3 de marzo de 2024      | Nueva Delhi | Dura              | Coleman Wong         | 6–4, 6–2      |

### Dobles (3)
| N.º | Fecha               | Torneos  | Superficie    | Pareja            | Oponentes                        | Resultado        |
| --- | ------------------- | -------- | ------------- | ----------------- | -------------------------------- | ---------------- |
| 1.  | 17 de junio de 2018 | Lyon     | Tierra batida | Elliot Benchetrit | Hsieh Cheng-peng Luca Margaroli  | 6-3, 4-6, [10-7] |
| 2.  | 10 de abril de 2022 | San Remo | Tierra batida | Alexandre Müller  | Flavio Cobolli Matteo Gigante    | 4–6, 6–3, [11–9] |
| 3.  | 17 de julio de 2022 | Iasi     | Tierra batida | Renzo Olivo       | Diego Hidalgo Cristian Rodríguez | 6-4, 2-6, [10–6] |